# سيسيل دوكينز
سيسيل دوكينز (بالإنجليزية: Cecil Dawkins)‏ (30 سبتمبر 1927، برمنغهام في الولايات المتحدة)؛ كاتِبة وروائية أمريكية. درست في جامعة ستانفورد.

## الجوائز
- زمالة غوغنهايم